# 安祖魯突擊

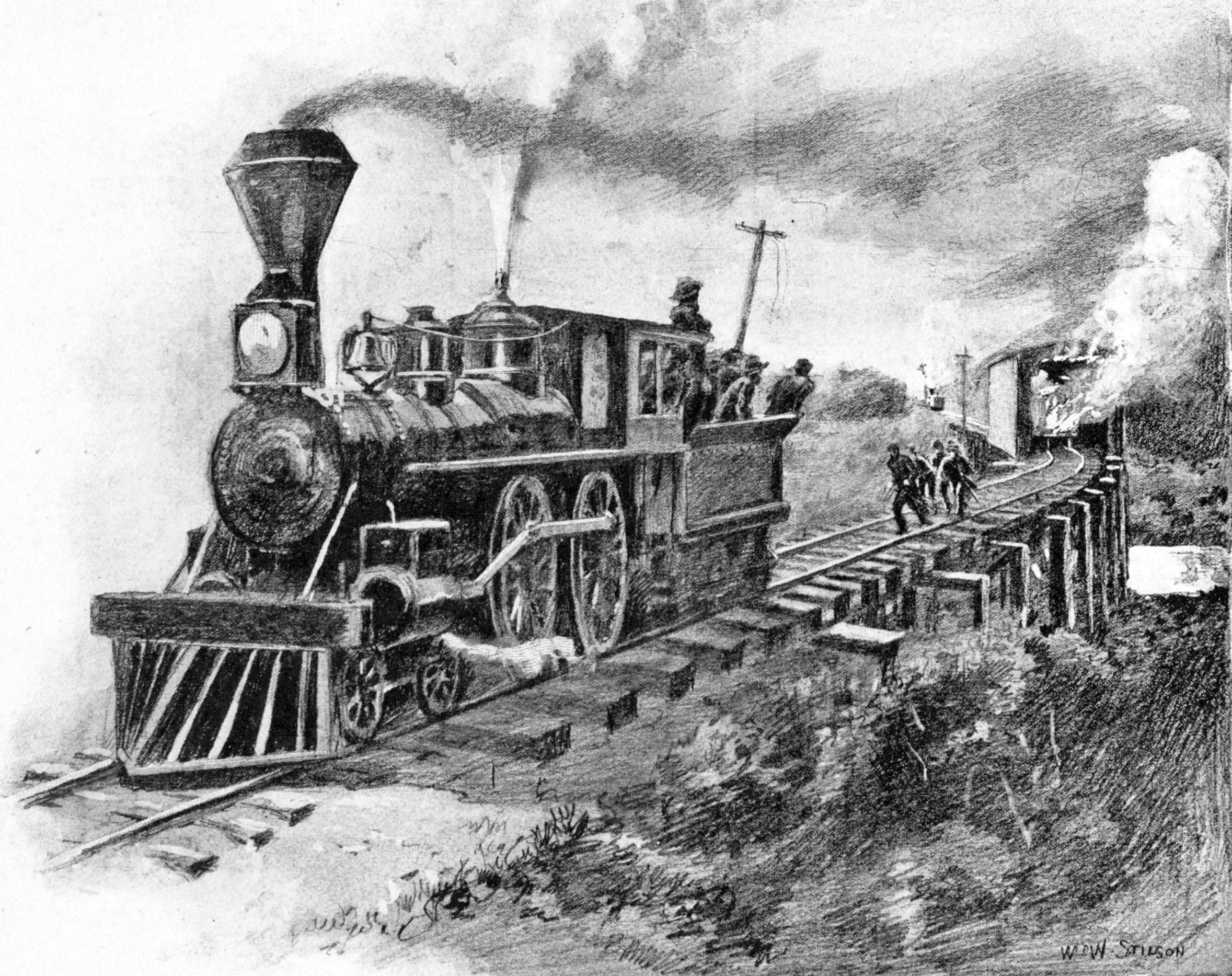
安祖鲁突击者放火烧了一辆火车车厢，并试图点燃一座铁路桥以挫败联盟军的追击。

安祖魯突擊(Andrews' Raid)為美國南北戰爭期間北軍於喬治亞州及田納西州發起的一場不成功的突擊，由詹姆斯·安祖魯(James J. Andrews)帶領，同行24人，全隊遭南軍處決。

## 突擊行動
北軍淮將奧姆斯比·米契爾(Ormsby M. Mitchel)指派營中出色間諜詹姆斯‧安祖魯率隊攔截敵方火車並孤立查塔努加。安祖魯計劃燒毀所有三條連接查塔努加外部的橋及切斷電線。他找來24名自願的北軍士兵，於4月12日便裝出發，但中途受大雨拖延。來到喬治亞州的瑪莉葉塔(Marietta)始知道那裡已經有數百名南軍駐守，不過他們仍然等待乘客都離開車廂，才悄悄在對面月台潛入火車頭，順利奪得了火車，開往查塔努加。來到查塔努加，安祖魯發現雨水令橋燒不起來，只能切斷電線。南軍追至，25人逃入樹林，但一週內全數被捉。6月，遭處決。

## 外部連結
（页面存档备份，存于）